# Krachtighuizen
Krachtighuizen (Puttens: Kraachtighuzen) is een buurtschap in de gemeente Putten in de Nederlandse provincie Gelderland; de buurtschap heeft ongeveer 2030 inwoners.
Krachtighuizen ligt ongeveer een kilometer ten zuiden van Putten en bestaat voornamelijk uit recreatiewoningen en -gebieden. De dichtstbijzijnde winkelcentra zijn in Putten en Huinen. Aan de westzijde grenst het dorp aan de provinciale weg tussen Putten en Voorthuizen. De oostzijde wordt begrensd door het Centraal Veluws Natuurmassief.
In de buurtschap zijn een snackbar en voetbalvereniging Rood Wit '58 aanwezig.